# Sulfurylchloride
Sulfurylchloride is een anorganische verbinding van zwavel, zuurstof en chloor met als brutoformule SO2Cl2. Het is het dizuurchloride van zwavelzuur. Bij kamertemperatuur is het een kleurloze vloeistof met een prikkelende geur. De verbinding ontleedt exotherm in water.
Sulfurylchloride moet niet verward worden met thionylchloride, SOCl2. De eigenschappen van de twee oxychloriden zijn tamelijk verschillend. Sulfurylchloride produceert gemakkelijk chloorgas, terwijl thionylchloride chloride-ionen afgeeft.

## Synthese
Sulfurylchloride kan bereid worden door de reactie van zwaveldioxide en chloorgas in aanwezigheid van een katalysator zoals actieve kool:
{\displaystyle \mathrm {SO_{2}\ +\ Cl_{2}\ \longrightarrow \ SO_{2}Cl_{2}} }
Het ruwe product kan gezuiverd worden door fractionele destillatie. Het is echter weinig gebruikelijk zelf deze verbinding in het laboratorium te vervaardigen, omdat de procedure omslachtig en gevaarlijk is (werken met toxische gassen) en omdat de verbinding gemakkelijk commercieel te verkrijgen is.

## Eigenschappen en reacties
Sulfurylchloride reageert heftig met water onder vrijkomen van waterstofchloride:
{\displaystyle \mathrm {SO_{2}Cl_{2}\ +\ 2\ H_{2}O\ \longrightarrow \ 2\ HCl\ +\ H_{2}SO_{4}} }
Sulfurylchloride ontleedt boven 100 °C in zwaveldioxide en dichloor. Wanneer de vloeistof langer blijft staan treedt er eveneens ontleding op. De vrijkomende gassen lossen op in de vloeistof en zorgen voor een lichtgele kleur.

## Structuur
Zwavel heeft een tetraëdrische omringing in sulfurylchloride. Het is gebonden aan twee zuurstofatomen via dubbele bindingen en aan twee chlooratomen middels een enkele binding. Zwavel bevindt zich, net als in zwavelzuur, in oxidatietoestand +VI.

## Toepassingen
Sulfurylchloride wordt vaak als bron voor dichloor gebruikt. Omdat het een vloeistof is, is dit een gemakkelijker en veiliger methode dan met chloorgas zelf te werken. Zo is het gemakkelijker af te wegen en op te slaan. Sulfurylchloride wordt ook veel toegepast als reagens voor de omzetting van koolstof-waterstofbinding in een koolstof-chloorbinding. Deze reactie grijpt plaats op actieve plaatsen in een molecule, bijvoorbeeld naast een functionele groep zoals de carbonylgroep of sulfoxide. Het is ook in staat alkanen, alkenen, alkynen, aromatische verbindingen en epoxiden te chloreren. Dergelijke reacties verlopen via vrije radicalen en kunnen op gang gebracht worden door een initiator zoals AIBN. Sulfurylchloride zet ook alcoholen om in de overeenkomstige organische chloriden. In de industrie wordt sulfurylchloride vooral voor de vervaardiging van pesticiden gebruikt.
Sulfurylchloride wordt gebruikt voor de bewerking van wol. De bewerking beperkt de krimp van de wol.

## Toxicologie en veiligheid
Sulfurylchloride is toxisch en corrosief. Het werkt als een traangas. Met water kan het explosieve mengsels vormen. Hetzelfde geldt voor andere oplosmiddelen als zij als donor kunnen optreden zoals DMSO en DMF.